# Lycopteridae
Die Lycopteridae  sind eine ausgestorbene Familie kleiner, oft nur fingerlange Süßwasserfische, die vom Oberjura bis zur Unterkreide in ostasiatischen Flüssen und Seen vorkam.

## Merkmale
Die Fische hatten kleine, annähernd runde Schuppen, von deren zentralem Kern zahlreiche Radialstrahlen ausgingen. Ihre paarigen Flossen hatten nur wenige Flossenstrahlen. Der Rückenflossenansatz lag über oder vor dem Afterflossenansatz. Ihr Vorkiemendeckel reichte fast bis zum Schädeldach. Die Anzahl der Branchiostegalstrahlen war hoch. Die Wirbel bestanden aus einem Hypozentrum mit einem hinten verschmolzenen Pleurozentrum, ohne Dorsalbogen. Auf dem Hypozentrum saß ein Neuralbogen. Der größte Otolith („Ohrstein“) lag, wie bei den Flösselhechten, dem Kahlhecht, den Karpfenfischen und den Salmlern, nicht im Sacculus, sondern in der Lagena (zwei unterschiedliche Gleichgewichtsorgane der Fische).

## Gattungen
- Lycoptera Müller, 1848
- Paralycoptera Chang & Chou, 1977
- Tonxinichthys Ma, 1980
- Yungkangichthys Chang & Chou, 1977